# Los Alamos megye
Los Alamos megye az Amerikai Egyesült Államokban, azon belül Új-Mexikó államban található. Megyeszékhelye és legnagyobb városa Los Alamos. Lakosainak száma 19 419 fő (2020. április 1.).

## Szomszédos megyék
- Sandoval megye
- Rio Arriba megye (északkelet)
- Santa Fe megye (kelet, Los Alamos County – Santa Fe County border)

## Népesség
A megye népességének változása:
| Lakosok száma | 18 017 | 18 194 | 18 146 | 17 798 | 17 785 | 19 419 |
|               | 2010   | 2011   | 2012   | 2013   | 2015   | 2020   |